# Ophiomyia sueciae
Ophiomyia sueciae este o specie de muște din genul Ophiomyia, familia Agromyzidae, descrisă de Spencer în anul 1976.
Este endemică în Sweden. Conform Catalogue of Life specia Ophiomyia sueciae nu are subspecii cunoscute.